# Десятины (Тверская область)
Десятины — деревня в Старицком районе Тверской области. Входит в состав Степуринского сельского поселения.

## География
Находится в южной части Тверской области на расстоянии приблизительно 8 км на северо-запад по прямой от административного центра поселения деревни Степурино и в 15 км от города Старица на восток-юго-восток.

## История
Деревня была отмечена ещё на карте 1825 года. В 1859 году здесь (деревня Старицкого уезда) было учтено 40 дворов, в 1941 году — 60.

## Население
Численность населения: 381 человек (1859 год), 17 (русские 100 %) в 2002 году, 11 в 2010.